# 杰克琳·维克托
杰克琳·维克托（Jaclyn Joshua Thanaraj Victor，1978年12月4日—），又译洁奎琳·维特、简苛琳·维克托，马来西亚流行音乐歌手。2004年，她参加该国电视实况秀歌唱比赛马来西亚偶像，凭著其扎实的唱功和稳定的演出，由全国观众投票选为冠军。2005年，她到上海参加《第8届亚洲新人歌手大赛》获金牌奖荣，继续成为马来西亚人民之骄傲。

## 传记

### 早年生活
拥有纯正印度血统的维克托生于吉隆坡，家庭中拥有三个弟弟，而且是她母亲美姬（Maggie）唯一的女儿。她九岁时候，父亲不幸逝世，之后母亲为了继续培养她四个孩子而同时承担三个不同工作。维克托18岁时，她开始在夜总会和旅馆休闲室演唱，帮助母亲减少负担。
拥有一家人的支持，维克托和一组音乐团合作发出她的独立专辑《Dreams》（梦）。该专辑内容包括她自己创作的歌曲。

### 一夜成名
2004年中，母亲鼓励维克托参加《大马偶像》比赛。维克托答应她母亲的鼓励而参加该比赛的面试。她的高歌声及超魅力是该比赛三位评审让她过关的主要原因。
她在《偶像》比赛中的行程并不完全顺利，在赛中重要阶段有几次经过临淘汰出局的经验。幸好她在10月15日终于到了准决赛，与好友兼对手Dina挑战第一届《大马偶像》荣华头衔。她在准决赛演唱了一首给于冠军拿去为自己拥有的歌曲，《Gemilang》（光荣）。成绩在次日终于揭晓，将维克托成为马来西亚观众投票选择的冠军。
维克托在当年尾发出《Gemilang》专辑，即与新力宝特曼唱片公司契合中首张专辑。该专辑在一个月内卖到1万5千张，所以获得黄金牌证书。以前发出独立专辑《Dreams》销量同时也突升。

### 成名行程
维克托在2005年中最幸福的时刻，应该是她在上海《第8届亚洲新人歌手大赛》获得该大赛最重要的奖牌，即金牌奖。他虽然有自底承认在赛中面对很多比其她实力的亚洲各国代表人，但被专业评审判决她为赛中所有参赛者之最佳。
2006年中，维克托获得到马来西亚本地歌坛最主要赞扬，即在TV3主办第20届Anugerah Juara Lagu（歌曲之冠军奖牌）获得最佳歌曲金奖及最佳情歌衔头，以及在第13届Anugerah Industri Muzik（音乐坛颁奖典礼）又收获四项衔头（最佳专辑、最佳流行歌曲专辑、最佳新歌手、最佳歌曲音樂安排），与作曲者Aubrey Suwito与作词者Azmin Mudin分享光荣。
2006年8月25日，维克托弟二专辑《Inilah Jac》（这才是Jac）过了几倍延期而终于出炉。该专辑开始出售当时，维克托在拜访澳大利亚，为了进行放假，以及尝试潜入国外市场，以在两家基督教堂举行演唱会为澳洲教堂民欣赏得到她的歌唱才华。她在该国当时也收过国际基督教电台HCJB的访问。
2007年，维特又参加各场比赛，这次就是对准有经验艺人的《Ikon Malaysia》，在七月又成为单独类别冠军，将走向《Ikon Asean》三国歌场比赛为马来西亚代表，但被菲律宾代表Vina Morales打败。年末，她到印尼首都雅加达市又参加国际比赛，即六国偶像代表争霸的《亚洲偶像》（Asian Idol），虽受到六家评审对她表现相当好评，但终于被新加坡偶像Hady Mirza打败。

## 唱片列表
- 2002年－Dreams 幻梦（独立制作）
单曲：
  - In a Dream 在梦里

- 2004年－Gemilang 光荣
单曲：
  - Gemilang 光荣
  - Tiada Lagi Indah 不再美好
  - Di Bawah Pohon Asmara 在恋爱树下

- 2005年－Wajah表情（EP专辑）（Bersamamu TV3电视慈善节目主题曲）

- 2006年－Inilah Jac 这才是杰
单曲：
  - Cepat Cepat 快点快点
  - Ceritera Cinta 爱情故事（与印度尼西亚歌手Rio Febrian合唱）
  - Jealous 妒忌

## 奖牌与成就

### 2005年
- 英文电台hitz.fm马来西亚英文十强排行榜（MET10）颁奖典礼
  - 最红新艺人（3月12日）
- 马来文报纸《每日新闻》（Berita Harian）红星奖（Anugerah Bintang Popular）颁奖典礼
  - 最红新女歌手（4月13日）
- 第一届大马全球华人金艺奖颁奖典礼
  - 金艺推崇奖（7月16日）
- 中国上海《第8届亚洲新人歌手大赛》
  - 金牌奖（10月28日）

### 2006年
- 国营广播Hits 1总决赛（1月21日）
  - 最佳歌曲——《Gemilang》
  - 最佳表演
- TV3第20届歌曲之冠军颁奖典礼（Anugerah Juara Lagu）（2月5日）
  - 最佳情歌——《Gemilang》
  - 最佳歌曲——《Gemilang》
- 新加坡音乐星球颁奖典礼（Anugerah Planet Muzik）
  - 最佳女艺人（3月24日）
- 第13屆音樂壇頒獎典禮（Anugerah Industri Muzik）（4月29日）
  - 最佳新歌手
  - 最佳歌曲音樂安排——《Gemilang》
  - 最佳流行歌曲專輯——《Gemilang》
  - 最佳專輯——《Gemilang》

### 2007年
- 第14屆音樂壇頒獎典禮（Anugerah Industri Muzik）（4月29日）
  - 最佳唱片内歌唱表现（女）——《Inilah…Jac》